# Stowarzyszenie Żonatych Księży i Ich Rodzin
Stowarzyszenie Żonatych Księży i Ich Rodzin – stowarzyszenie byłych księży i osób zakonnych chrześcijańskich (głównie katolickich), którzy zdecydowali się na założenie własnych rodzin. Stowarzyszenie powstało w 1998 r. 
Celem stowarzyszenia nie jest, jak twierdzą jego członkowie, negowanie nauki Kościoła rzymskokatolickiego, czy instytucji celibatu, ale samookreślenie swojej roli w społeczeństwie jako ludzi powołanych przez Boga, do głoszenia słowa Bożego.